# Porto Novo
|  | Aquest article tracta sobre sobre la ciutat de Cap Verd. Si cerqueu la ciutat de Tamil Nadu, vegeu «Parangipettai». |

Porto Novo és una ciutat capital de la municipalitat de Porto Novo, a l'illa de Santo Antão, a Cap Verd. Està unida per carretera amb Pombas, Ribeira Grande,Topo da Coroa i la costa occidental de l'illa i a més per una carretera secundària amb Tarrafal de Monte Trigo. És la principal ciutat de l'illa i el principal port. Segons el cens del 2005 tenia 8.450 habitants.
Antigament va portar el nom de Carvoeiros.

## Demografia
| Població de la vila de Porto Novo (1990–2010) | Població de la vila de Porto Novo (1990–2010) | Població de la vila de Porto Novo (1990–2010) | Població de la vila de Porto Novo (1990–2010) |
| --------------------------------------------- | --------------------------------------------- | --------------------------------------------- | --------------------------------------------- |
| 1990                                          | 2000                                          | 2005                                          | 2010                                          |
| 4.867                                         | 7.685                                         | 8.450                                         | 9.310                                         |

## Galeria d'imatges

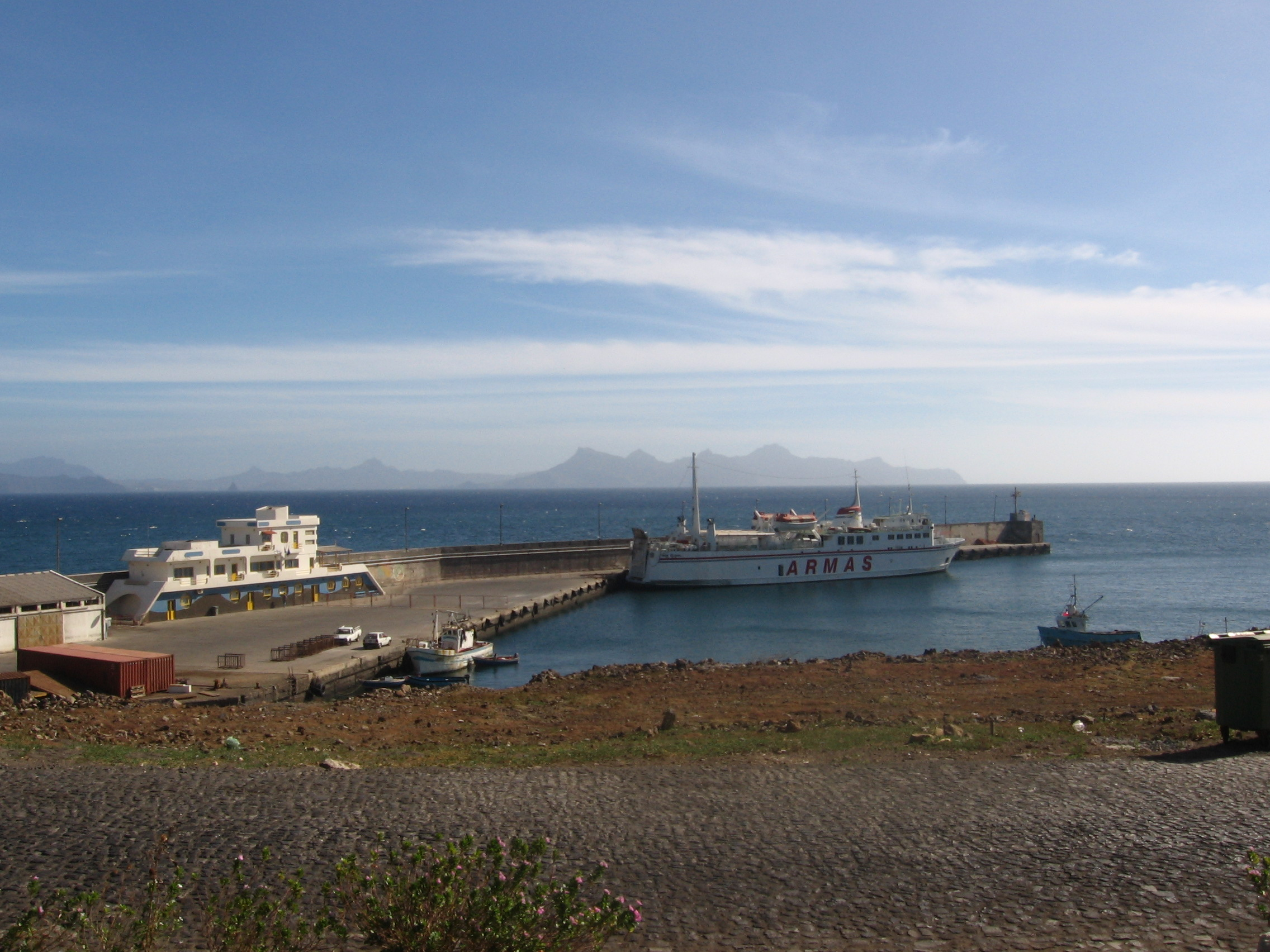
Port
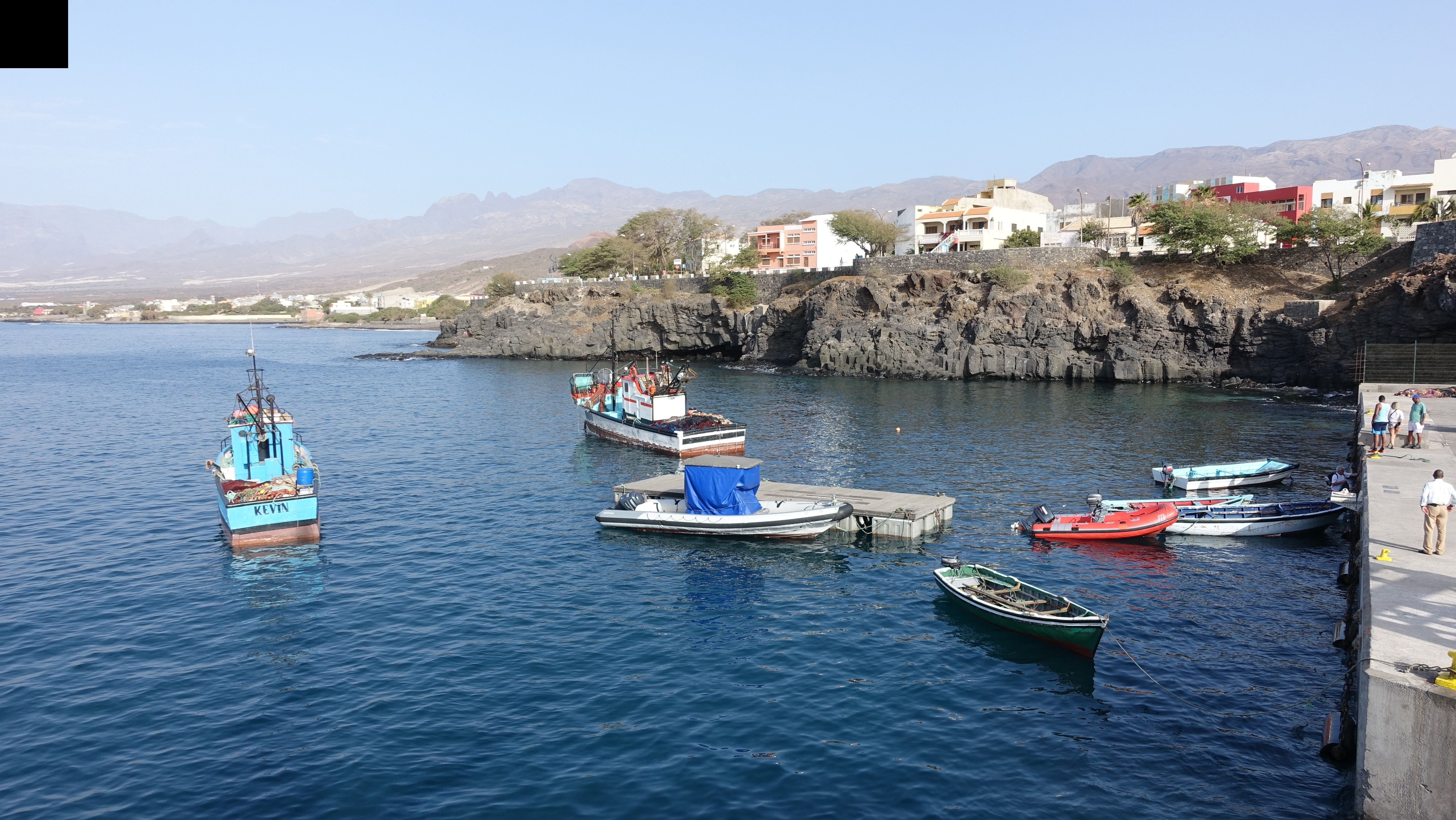
costa sud amb vaixells